# Педерсен, Эскил
Эскил Педерсен (норв. Eskil Pedersen; род. 6 марта 1984, Шиен, Норвегия) — норвежский политик, бывший лидер молодёжного крыла Норвежской рабочей партии. 22 июля 2011 года во время массового убийства на Утёйе Педерсену удалось уплыть с острова на пароме.

## Политическая карьера
Педерсен родился в Шиене, Норвегия. Он окончил Университет Осло, где получил степень бакалавра по политологии. В 2006 году Педерсен был выбран представителем лидера молодёжного крыла Норвежской рабочей партии, а 17 июня 2010 года он занял должность лидера, сменив на этом посту Мартина Хенриксена.
В мае 2011 года Педерсен подал в суд на парламентёра от Партии прогресса Кристиана Тибринга-Гедде из-за его слов относительно детей иммигрантов в Норвегию, которые лидер молодёжной организации счёл расистскими. Однако в конце июня дело было закрыто.

## Нападение на Утёйю
22 июля 2011 года Педерсен находился на острове Утёйа, где у Норвежской рабочей партии проходила смена летнего лагеря. Андерс Брейвик, организатор и исполнитель теракта, впоследствии сказал, что Педерсен был одной из трёх главных его целей наряду с Гру Харлем Брунтланн и Йонасом Гаром Стёре. Брейвик также заявил, что долгое время изучал фотографии Педерсена, чтобы сразу узнать его на острове.
Педерсен уплыл с острова на единственном доступном судне вместе с 8 другими людьми. По словам Педерсена, он решил, что причина нападения — государственный переворот в Норвегии, и он как лидер организации может быть убит повстанцами, поддерживаемыми полицией (Брейвик был одет в полицейскую форму).
В Интернете появились комментарии, осуждающие Педерсена, но СМИ старались не высказывать своё мнение относительно инцидента. Один из переживших нападение публично осудил лидера в интервью BBC, сказав, что он поступил как «капитан, оставивший свой корабль». Педерсен в ответных заявлениях говорил, что уплыл с острова, повинуясь инстинкту.

## Дальнейшая жизнь
В мае 2012 года Педерсен объявил о своём намерении баллотироваться в парламент. Его кандидатура была одобрена молодёжным крылом Норвежской рабочей партии. Тем не менее, он не был избран. Среди причин указывалось, что город, в котором Педерсен родился, уже представлен в парламенте.
В сентябре 2012 года Педерсен предложил восстановить летний лагерь на Утёйе. Это предложение навлекло на него критику со стороны пострадавших во время нападения лиц. Так, мать погибшего на Утёйе 19-летнего юноши заявила, что такие намерения демонстрируют, что Педерсен не может занимать должность лидера. 25 сентября около 200 выживших во время нападения, а также родственники погибших, подписали петицию против восстановления. В феврале 2013 года Педерсен вновь вернулся к этому вопросу, заявив, что партией в итоге было решено восстановить лагерь на Утёйе к 2015 году.
В октябре 2012 года Педерсен был переизбран на второй срок как лидер молодёжного крыла. В 2014 году его сменил Мани Хуссейни.
Педерсен является открытым геем, выступает в защиту прав сексуальных меньшинств.